# South Lyon
South Lyon ist eine Stadt in Michigan in den Vereinigten Staaten. Sie liegt im Oakland County und ist Teil der Metro Detroit. Das U.S. Census Bureau hat bei der Volkszählung 2020 eine Einwohnerzahl von 11.746 ermittelt.

## Geschichte
South Lyon wurde 1832 gegründet und hieß damals noch Thompson’s Corners. Im selben Jahr wurde das umliegende Township nach Lucius Lyon, einem Mitglied der State Legislature, benannt. Das Dorf erhielt den Namen aufgrund seiner Lage innerhalb des Townships. South Lyon wurde 1873 als Dorf und 1930 als Stadt gegründet.

## Demografie
Nach einer Schätzung von 2019 leben in South Lyon 10.736 Menschen. Die Bevölkerung teilt sich auf in 94,4 % Weiße, 0,9 % Afroamerikaner, 1,9 % Asiaten und 2,5 % mit zwei oder mehr Ethnizitäten. Hispanics und Latinos aller Ethnien machten 4,1 % der Bevölkerung aus. Das mittlere Haushaltseinkommen lag bei 73.200 US-Dollar und die Armutsquote bei 5,6 %.